# スチームガールズ
スチームガールズは、日本のアイドルユニットである。愛称は、スチガ。新体制以前では仮面女子を構成する4ユニットのひとつであった。所属事務所はアリスプロジェクト。

## 概要
スチームパンクとサイバーゴスをコンセプトにしたユニットで、仮面女子を構成するグループの一つ。ガスマスクやスチームガンを用いた演出と、エレクトロポップなサウンドを特徴としている。
アリス十番の候補生ユニットでもあり、OZの上位ユニットとして位置付けられている。
センターは2013年8月4日より黒瀬サラが長らく務めていたが、2019年8月31日の卒業に伴い、同年9月15日より、小島夕佳がアリス十番から移籍する形で就任した。2023年2月19日の2部公演より、新体制における仮面女子へ移籍した小島に変わって、橋本友梨英がセンターとなった。ファンの総称はスチーマー。秋葉原の常設劇場・P.A.R.M.S（パームス）でほぼ毎日公演を行っていた。

## メンバー
| 名前        | よみ            | 生年月日       | 出身地 | 愛称                             | 担当カラー     | 推しの総称         | 備考（他所属ユニット等） |
| ----------- | --------------- | -------------- | ------ | -------------------------------- | -------------- | ------------------ | ------------------------ |
| 橋本 友梨英 | はしもと ゆりえ | 1995年12月17日 | 東京都 | ゆりゆり                         | 緑             | 橋本研究ゼミナール | チェリーブロッサム       |
| 山宮 れな   | やまみや れな   | 1998年12月17日 | 埼玉県 | やまみー やんまみーや れなちゃん | 白             |                    |                          |
| 月詩 陽葵   | つくし ひまり   | 2002年8月16日  | -      |                                  |                |                    |                          |
| 山崎 遥菜   | やまざき はるな | 2002年3月29日  | 埼玉県 |                                  |                |                    |                          |
| 那波 茉奈   | ななみ まな     | 2001年7月27日  | 千葉県 | まーな まなちゃん                | ときめきピンク | まーな王国民       |                          |
| 紗儚 涼子   | さくら りょうこ | 2003年8月28日  | 埼玉県 | りょこたん                       |                |                    |                          |

### 元メンバー
| 名前       | よみ            | 生年月日       | 出身地   | 愛称                           | 担当カラー | 備考 | |
| ---------- | --------------- | -------------- | -------- | ------------------------------ | ---------- | --- | --- |
| 川村虹花   | かわむら ななか | 1995年12月26日 | 神奈川県 | なあちゃん                     | 白         | 2013年8月3日卒業。8月4日、アリス十番へ加入。Prism                                                                                          | |
| 桜雪       | さくら ゆき     | 1992年12月12日 | 三重県   | ゆきちゃん                     | 黄         | 2014年4月5日卒業。4月6日、アリス十番へ加入。街角景気☆仮面女子↑・チェリーブロッサム、秋葉仮面                                               | |
| 亀田伶央奈 | かめだ れおな   | 1993年10月18日 | 東京都   | レオ                           | 青         | 2014年4月30日卒業。初代センター元Prismおよびアリス十番メンバー。                                                                           | |
| 月宮かれん | つきみや かれん | 1996年12月19日 | 千葉県   | かれんちゃん                   | 濃いピンク | 2014年7月9日に死去したことが月宮の父によって9月に公表された。17歳没。                                                                      | |
| 佐倉梨杏   | さくら りな     | 1991年11月16日 | 埼玉県   | さくりな                       | 赤         | 2014年9月14日卒業。元チェリーブロッサム | |
| 小柳朋恵   | こやなぎ ともえ | 1996年4月26日  | 長崎県   | ともえ ともたん                | 紫         | 2015年2月23日卒業を発表（非公式）。二代目センター元ぴゅあふる、アリスオブナイトメア                                                        | |
| 新矢皐月   | あらや さつき   | 1993年4月24日  | 青森県   | さっきぃ                       | 白         | 2015年2月23日卒業を発表。初代リーダー 元ほわいと☆milk                                                                                      | |
| 澤田リサ   | さわだ りさ     | 1996年11月6日  | 長野県   | りさぴょん                     | 赤         | 2015年4月25日卒業。4月26日、アリス十番へ加入。Prism                                                                                        | |
| 朝倉彩花   | あさくら あやか | 1994年7月27日  | 東京都   | あやちょ                       | 橙         | 2015年5月31日卒業を発表。Prism | |
| 星愛奈     | ほし あいな     | 1997年3月10日  | 山梨県   | あいにゃん                     | 黄         | 2015年10月6日卒業を発表。元ほわいと☆milk                                                                                                   | |
| 前田なつみ | まえだ なつみ   | 1998年5月26日  | 大阪府   | なっちゃん                     | 赤         | 2015年11月22日卒業を発表 | |
| 梅こうめ   | うめ こうめ     | 1995年2月24日  | 神奈川県 | うめこ                         | 青         | 2016年5月9日卒業 | |
| 神谷えりな | かみや えりな   | 1991年10月15日 | 静岡県   | えりにゃん                     | 薄いピンク | 二代目リーダー。2018年1月20日1部の超卒業式にて卒業。2部の超加入式にて、アリス十番へ加入。チェリーブロッサム 推しの総称はえりなふぁみり〜。 | |
| 水沢まい   | みずさわ まい   | 1991年5月2日   | 大阪府   | まいぷぅ                       | 紫         | 2018年1月20日1部の超卒業式にて卒業。2部の超加入式にて、アリス十番へ加入。ぴゅあふる                                                        | |
| 坂本舞菜   | さかもと まな   | 1996年10月13日 | 神奈川県 | さかもと まなちゃん            | 白         | 2018年1月20日1部の超卒業式にて卒業。2部の超加入式にて、アリス十番へ加入。ぴゅあふる                                                        | |
| 黒瀬サラ   | くろせ さら     | 1996年8月6日   | 埼玉県   | さらちゃん さらまる            | 水色       | 2019年8月31日卒業。三代目センター。ほわいと☆milk、アイドル妖怪カワユシ♥ 推しの総称はサラりん党。                                           | |
| 森下舞桜   | もりした まお   | 2002年11月11日 | 長野県   | まおぴ                         | 青         | 2018年12月17日1部公演にて卒業。2部にてアリス十番へ加入。Prism                                                                              | |
| 木下友里   | きのした ゆうり | 2002年3月3日   | 東京都   | ゆーりぴよ                     | 赤         | 2018年12月17日1部公演にて卒業。2部にてアリス十番へ加入。ぴゅあふる                                                                         | |
| 涼邑芹     | すずむら せり   | 1998年8月5日   | 千葉県   | ちぇり                         | オレンジ   | 2018年12月17日1部公演にて卒業。2部にてアリス十番へ加入。ぴゅあふる                                                                         | |
| 海月咲希   | みつき さき     | 1995年9月16日  | 鹿児島県 | くらげ、げっさん               | 黄色       | 2019年9月15日1部公演にて卒業。2部にてアリス十番へ加入。Prism                                                                               | |
| 桑名利瑠   | くわな りる     | 1995年10月12日 | 大阪府   | りーるー                       | 紫         | 2019年9月15日1部公演にて卒業。2部にてアリス十番へ加入。ぴゅあふる                                                                          | |
| 雪乃しほり | ゆきの しほり   | 1991年1月25日  | 埼玉県   | しほ姉                         | 白         | 2021年6月6日2部公演にて卒業。四代目リーダー、トッピングガールズFTTB、チェリーブロッサム                                                    | |
| 大鈴はるみ | おおすず はるみ | 2000年2月2日   | 神奈川県 | はるもち、はーみぃ、はるぴょん | 薄いピンク | 2021年6月20日1部公演にて卒業。ほわいと☆milk                                                                                                | |
| 陽向こはる | ひなた こはる   | 1998年7月29日  | 滋賀県   | こはるん                       | ピンク     | 2021年6月20日1部公演にて卒業。トッピングガールズFTTB、Prism                                                                                | |
| 水野ふえ   | みずの ふえ     | 1995年4月22日  | 京都府   | おふえさん                     | 赤         | 2021年12月28日1部公演にて卒業。チェリーブロッサム                                                                                          | |
| 宮瀬みあ   | みやせ みあ     | 2000年7月23日  | 神奈川県 | みあちゃん                     | 紫         | 2022年8月21日2部公演にて卒業。ぴゅあふる                                                                                                   | |
| 美音咲月   | みね さつき     | 1999年4月11日  | 大阪府   | さっちゃん                     | ピンク     | 2022年10月10日2部公演にて卒業。五代目リーダー、ほわいと☆milk                                                                               | |
| 大野柊奈   | おおの ひな     | 1999年2月10日  | 神奈川県 | ひなちゃん                     | 水色       | 2022年12月20日卒業を発表。 チェリーブロッサム                                                                                              | |
| 猪狩ともか | いがり ともか   | 1991年12月9日  | 埼玉県   | いがとも とっと ともか         | 黄         | いがりふぁみり～ | 三代目リーダー*ほわいと☆milk |
| 小島夕佳   | こじま ゆうか   | 1996年3月20日  | 新潟県   | ゆうかたそ たそ たそぅ         | オレンジ   | 夕佳族 | 四代目センター 2018年1月20日1部の超卒業式にて一度卒業。2部の超加入式にて、アリス十番へ加入。 2019年9月15日2部公演で移籍する形で復帰。 ぴゅあふる、肉汁ガールズ 無限女子Forward、7代目トッピング☆ガールズ |

## 活動略歴
2012年
- 10月21日、OZのメンバーであった新矢皐月、桜雪、佐倉梨杏、川村虹花、澤田リサ、小柳朋恵、神谷えりな、ほわいと☆milkの黒瀬サラ、月宮かれん、元アリス十番の亀田伶央奈の10名により結成される[11]。初代センターは亀田伶央奈。

2013年
- 1月1日、小柳朋恵が二代目新センターに。
- 1月4日、秋葉原の常設劇場・P.A.R.M.S（パームス）で毎日公演開始。
- 8月3日、川村虹花が卒業。アリス十番への初の昇格者となる[12]。
- 8月4日、黒瀬サラが三代目新センターに。
- 10月、長野広域交流女子（つなが～る）就任[13]

2014年
- 4月5日、桜雪が卒業し、アリス十番に昇格。
- 4月30日、亀田伶央奈が卒業をブログで報告。
- 5月3日、仮面女子としてZepp Tokyoにてワンマンライブを行う[14]。
- 9月8日、この年の初めより活動休止していたメンバーの月宮かれんが、7月9日に亡くなっていたことを父親が報告。公式発表では事故死とされたが、実際には「自殺」と関係者がのちに暴露した[1]。
- 9月13日、韓国で行われた「7th SEOUL GIRLS COLLECTION “SGC SUPER LIVE IN SEOUL”」（ソウルガールズコレクション）にてオープニングアクトを務める。
- 9月14日、佐倉梨杏が卒業をブログで報告。
- 9月21日、候補生ユニットOZから朝倉彩花が加入。ユニット結成以来初の昇格メンバー。

2015年
- 2月23日、小柳朋恵、新矢皐月が相次いで卒業を発表。
- 4月25日、澤田リサが卒業し、アリス十番に昇格[15]。
- 4月26日、星愛奈、坂本舞菜、水沢まい、前田なつみが加入。
- 5月31日、朝倉彩花が仮面女子及びスチームガールズ卒業をブログで報告。Prismで引き続き活動。
- 6月22日、前田なつみが無期限の活動休止を発表（月に1度回程度目処にライブには出演）（11月22日に卒業を発表[3]）。
- 7月1日、星愛奈が無期限の活動休止を発表（10月6日卒業をブログにて報告[2]）。
- 7月20日、初期から使用していた衣装から新しい衣装に変更。(今までの衣装も仮面女子時等には使用)
- 8月30日、梅こうめ、小島夕佳が加入。

2016年
- 4月11日、この日をもって、黒瀬サラが映画撮影の為、長期間の活動休止を発表[16]（5月22日復帰）。
- 4月23日、梅こうめが引退を表明[17]（5月9日卒業[4]）。

2017年
- 2月19日、猪狩ともかが加入。

2018年
- 1月20日、1部公演にて、神谷えりな、坂本舞菜、水沢まい、小島夕佳が卒業。　※アリス十番へ昇格。
- 1月20日、2部公演にて、森下舞桜、木下友里、陽向こはる、涼邑芹、雪乃しほりが加入。
  - 同日公演で神谷から猪狩ともかが三代目リーダーを引き継ぐ。
- 4月11日、猪狩ともかが事故による怪我のため活動休止。
- 8月16日、2部公演にて、海月咲希が加入。
- 8月26日、猪狩ともかが復帰。
- 11月17日、2部公演にて、桑名利瑠、水野ふえ、橋本友梨英が加入。
- 12月17日、1部公演にて、森下舞桜、木下友里、涼邑芹が卒業。　※2部にてアリス十番へ昇格。

2019年
- 3月25日、大鈴はるみが加入。
- 6月29日、黒瀬サラのセンター在任延べ日数が2156日となり、単独ユニットのセンター在任日数でアリス十番に所属していた立花あんなの2155日を抜き新記録。
- 7月15日、2部公演にて、美音咲月が加入。大阪・イースターガールズからの移籍。
- 8月31日、2部公演にて、黒瀬サラが卒業。
- 9月15日、1部公演にて、海月咲希、桑名利瑠が卒業。※2部にてアリス十番へ昇格
- 9月15日、2部公演にて、小島夕佳がスチームガールズ移籍の上で四代目新センターに就任。一度最上位ユニットにあたるアリス十番に昇格しているメンバーが他ユニットに移籍するのは異例[18]である。これは2019年7月27日2部公演後の組閣発表で行われたものであり、プロデューサーの永田雅規によると、「ダンスバキバキでスタイリッシュというのがスチームガールズ。黒瀬が卒業ということで、次を考えた。もちろん、今のメンバーも頑張っているが、その中から決められなかった。」としたうえで、「大きな考え方をしてセンターを決めた。」「十番に昇格した小島がスチガに戻るが、降格ではなく移籍」と公表した[19]。
  - 同日・同公演で雪乃しほりが四代目リーダーとなることを発表。この件については前任の猪狩が「劇場にほとんど参加できず、名ばかりのリーダーになっている。自分以外のメンバーがやった方がよいのでは。」と昨年から考えていたとのことである[20][21]。
- 10月13日、2部公演にて、宮瀬みあが加入。

2021年
- 6月6日、2部公演にて、雪乃しほりが卒業。
- 6月20日、1部公演にて、大鈴はるみ、陽向こはるが卒業、2部公演にて、大野柊奈が加入。美音咲月の五代目リーダー就任が発表された。
- 12月28日、1部公演にて、水野ふえが卒業。

2022年
- 4月25日、2部公演にて、山宮れなが加入。
- 8月21日、2部公演にて、宮瀬みあが卒業。
- 10月10日、2部公演にて、美音咲月が卒業。
- 12月20日、大野柊奈の卒業及び退所を発表。[5]

2023年
- 2月19日、新体制における新生スチームガールズ活動開始。候補生から月詩陽葵・山崎遥菜・那波茉奈が加入。
- 9月10日、2部公演にて、山宮れなが卒業。
- 9月19日、2部公演にて、紗儚涼子が加入。
- 9月30日、2部公演にて、橋本友梨英が卒業。同公演をもってスチームガールズ活動休止。

### テレビ番組
- 番組対抗クイズバトル「知っとるQ州2〜九州各局対抗!クイズでガチバトル」（長崎文化放送）- EDテーマ
- ウタ娘（テレ玉）
- Rの法則（Eテレ）

## 楽曲
- destiny（月宮かれん 作詞）
- 未来ノヒカリ-えらいやっちゃ人類-
- SAILING DAY ～フナデ～
- Fate
- 青春宝石（亀田伶央奈 作詞）
- Days（亀田伶央奈 作詞）
- ラジオ会館のうた
- どんくさい？ Don't cry!!
- HIGH and LOW
- 優しい風
- NAGA-NAGA-NAGANO
- アリスの檻（桜雪 作詞）
- COSMIC LOVE
- シャイニーラブ（スチームガールズメンバーによる作詞）
- OPEN MY EYES
- 雷・アドベンチャー
- 星たちよ☆（黒瀬サラ 作詞）
- 伏線回収トポロジー（サイバーニュウニュウ コラボ曲）
- sexy☆rabbit
- 水色のパノラマ（山崎あおい作詞）
- COLOR☆DAY
- LOVE☆WAVE
- ハピ☆ラキ

### シングル
アリス十番×スチームガールズ「仮面女子」名義
- 「仮面女子」（2013年3月6日） - オリコンデイリー6位、ウイークリー13位[22][23]

1. 全開☆ヒーロー（アリス十番）
2. HIGH and LOW（スチームガールズ）
3. Wohhhh!!!!☆（アリス十番×スチームガールズ））

- 妄想日記（2013年12月11日）オリコンデイリー3位、ウイークリー4位。

1. 妄想日記　：シドのカバー曲
2. 天地-AMATSUCHI-　：オンラインゲーム「真・女神転生IMAGINE」タイアップ曲
3. ハル・メギド　※3曲目はCDのタイプ(A～F)により異なる。

## 受賞歴
- 日本メディア協議会 2012年ゴールデンバード賞 新人賞[24][25][26][27][28]

### （ユニット）
- 仮面女子
- AliceProject -Official Site- - ウェイバックマシン（2010年8月6日アーカイブ分）
- スチームガールズ Official Web Site - ウェイバックマシン（2012年10月28日アーカイブ分）
- スチームガールズFacebook
- スチームガールズ Official Brog

### （メンバー）
- 神谷えりな「神谷えりなの今日も元気にえりにゃん日和」
- 黒瀬サラ「黒瀬サラオフィシャルブログ」
- 坂本舞菜「坂本舞菜のまーちゃんふぇいす☆」
- 水沢まい「まいぷぅちゃんのまいにち」
- 前田なつみ「なつみスマイル！」
- 梅こうめ「ド☆素人ですけど何か？」
- 小島夕佳「Yuuka is wonder land」
- 亀田伶央奈「きらりん☆れおな」
- 佐倉梨杏オフィシャルブログ
- 朝倉彩花のあやMagicにかけられて☆
- 猪狩ともかオフィシャルブログ「いがとも夢の奮闘記(˘ω˘)ｲｶﾞｧ…」Powered by Ameba
- 森下舞桜オフィシャルブログ「まおぴの森でリフレッシュ」Powered by Ameba
- 木下友里オフィシャルブログ「ぴよたん日記」Powered by Ameba
- 陽向こはるオフィシャルブログ「こはるん日和」Powered by Ameba
- 涼邑芹オフィシャルブログ「涼邑芹の"すずむライダー戦記"」Powered by Ameba
- 雪乃しほりオフィシャルブログ「しほ姉のもっちり大福した日々」Powered by Ameba